# Cholop
Een cholop (Russisch: холоп, mv.: холопы; cholopy) was in Rusland tussen de 10e en de 18e eeuw de benaming voor een afhankelijk persoon in het feodale systeem, wiens wettelijke status bijna gelijkstond aan een slaaf.
De etymologie is onduidelijk. Volgens een hypothese is het woord cognaat met Slavische woorden die worden vertaald als 'jongen' (meer specifiek 'adolescente man'; Russisch: хлопец; chlopets, Pools: chłopak). Het Slavische woord zou afgeleid van de hypotetische stam *chol, die verband houdt met (nog) ongetrouwd zijn.
De eerste vermelding van het woord cholopy komt voor in een Slavische kroniek bij het jaar 986. De Roesskaja Pravda, het wetboek ten tijde van het late Kievse Rijk, specificeert de status en de typen cholopy uit die tijd.
De eigenaar van een cholop kon alles met hem doen wat hem goed leek, zoals hem doden, hem verkopen of een schuld aflossen door hem voor iemand anders te laten werken. Daarbij droeg de eigenaar echter ook de verantwoordelijkheid over de daden van zijn cholop, zoals het uitschelden van een vrij man of het stelen van goederen.
Iemand kon de status van cholop krijgen door gevangen te worden genomen (bijvoorbeeld tijdens een oorlog), zichzelf te verkopen, zelf te worden verkocht om schulden af te lossen, als gevolg van het begaan van misdaden of door een cholop te trouwen.
Tot de late 15e eeuw vormden de cholopy de meerderheid onder de knechten die werkten op de landen van de adel. Sommige cholopy zaten in het gevolg van de vorsten, ook in militaire rangen, of namen deel aan de handel, bedreven landbouw of vervulden bestuurlijke activiteiten.
In de 16e eeuw nam de rol van de cholopy in de corvee-economie af, omdat er steeds vaker gebruik werd gemaakt van de diensten van de kleine boeren. Aan het einde van de 16e eeuw ontstonden de dienstklasse-cholopy (служилое холопство; sloezjiloje cholopstvo).
Eind 17e eeuw kwamen er cholopy voor die waren gebonden aan hun land (посаженные на землю; posazjennije na zemljoe), zelf hun eigen huishouden runden en erfpacht moesten betalen. Van 1722 tot 1724 moesten de cholopy die de functie van huisdienaren vervulden hoofdgeld betalen, later werden ze behandeld als gewone lijfeigenen.